# Terry Tobacco
Terry Tobacco (eigentlich Charles Terence Tobacco; * 2. März 1936 in Cumberland, British Columbia) ist ein ehemaliger kanadischer Sprinter.
Bei den British Empire and Commonwealth Games 1954 in Vancouver gewann er Bronze über 440 Yards und Silber mit der kanadischen 4-mal-440-Yards-Stafette.
1956 erreichte er bei den Olympischen Spielen in Melbourne über 400 m das Viertelfinale und kam in der 4-mal-400-Meter-Staffel mit der kanadischen Mannschaft auf den fünften Platz.
Bei den British Empire and Commonwealth Games 1958 in Cardiff holte er über 440 Yards erneut Bronze und wurde mit der kanadischen 4-mal-440-Yards-Stafette Vierter.
Zwei Jahre später schied er bei den Olympischen Spielen in Rom über 400 m im Viertelfinale und in der 4-mal-100-Meter-Staffel sowie der 4-mal-400-Meter-Staffel im Halbfinale aus.
1956, 1958 und 1960 wurde er Kanadischer Meister über 400 m bzw. 440 Yards.

## Persönliche Bestzeiten
- 100 Yards: 9,8 s, 1953
- 400 m: 46,3 s, 13. Juni 1959, Lincoln